# Haki R. Madhubuti

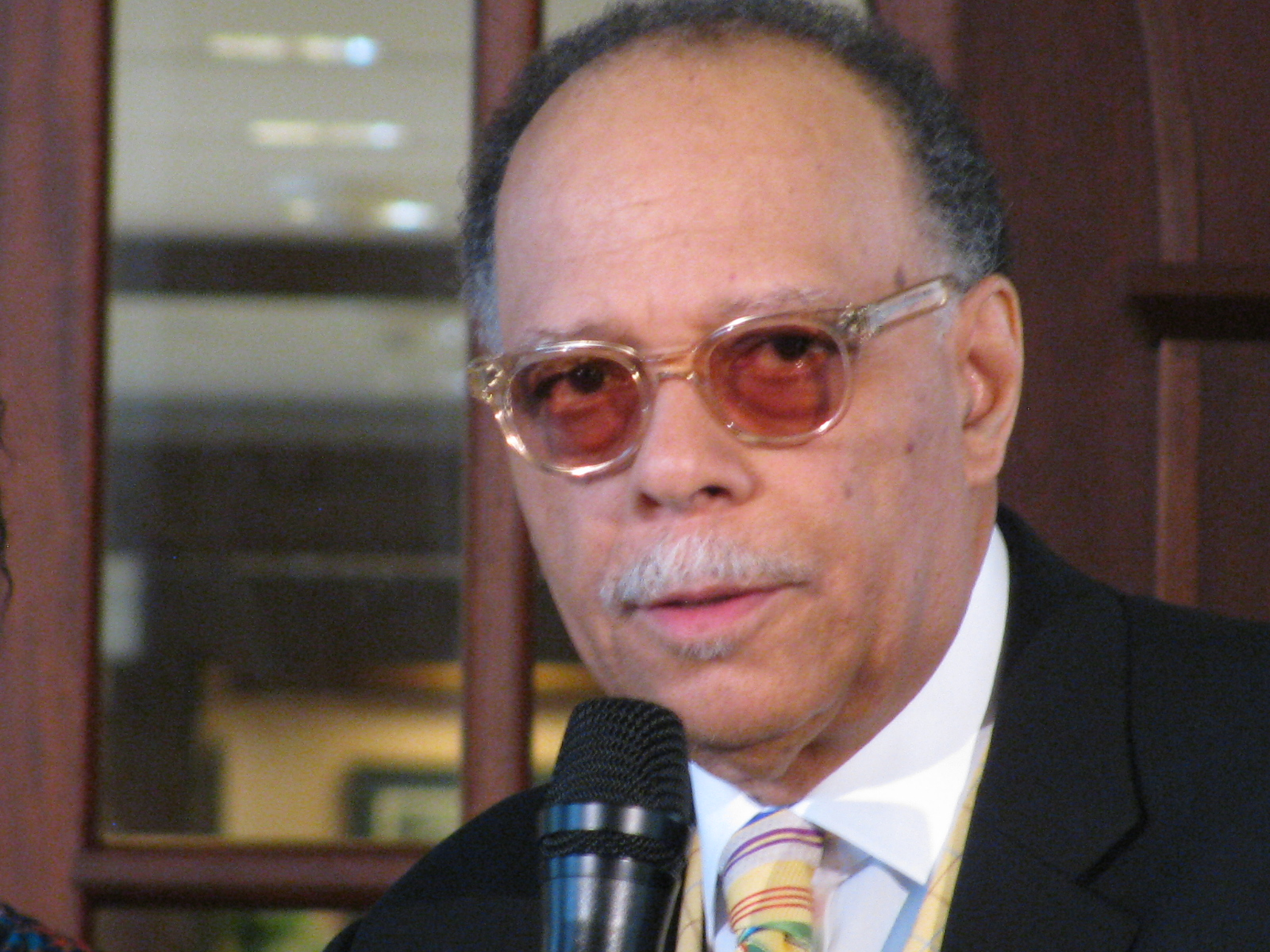
Haki R. Madhubuti, 2015

Haki R. Madhubuti (* 23. Februar 1942 in Little Rock als Don Luther Lee) ist ein US-amerikanischer Autor und Verleger; er gilt als eine der wichtigsten afroamerikanischen Stimmen der zeitgenössischen Dichtung.

## Leben und Wirken
Madhubuti zog als Teenager nach Chicago, wo er mehrere Colleges besuchte, und diente von 1960 bis 1963 in der U.S. Army. Später studierte er am Iowa Writers’ Workshop der University of Iowa bis zum Master (1984).
1967 gründete er die Third World Press und das Black Books Bulletin, die er beide auch als Herausgeber betreute. Ende der 1960er Jahre wurde er als Dichter bekannt; er schrieb Werke, die vom Zorn über die sozialen und wirtschaftlichen Ungerechtigkeiten in den Vereinigten Staaten geprägt waren. 1974 wechselte er seinen Namen; der neue Name entstammt der afrikanischen Sprache Kiswahili.
Madhubuti veröffentlichte Gedichtsbände wie Don’t Cry, Scream (1969), Book of Life (1973), Killing Memory, Seeking Ancestors (1987) und GroundWork (1996). 1969 trat er mit Archie Shepp auf dem First Panafrican Festival in Algier auf, wo er seine Gedichte zur Musik vortrug. Auch schrieb er die Texte für zwei Jazzalben, die er als Rezitator mit dem Nation: Afrikan Liberation Arts Ensemble aufnahm. Zu seinen Sachbüchern gehören Think Black, Black Bride sowie Claiming Earth: Race, Rage, Rape, Redemption. Sein Buch His Black Men: Obsolete, Single, Dangerous? The African American Family in Transition (1990) entwickelte sich zum Bestseller. Auch gab er die Anthologie Dynamite Voice: Black Poets of the 1960’s heraus.
Seit 1969 leitet er das Institute of Positive Education; weiterhin ist er Gründungsmitglied der Organization of Black American Culture Writers Workshop. Er wurde als Professor für Anglistik an die Chicago State University berufen.

## Preise und Auszeichnungen
Madhubuti wurde für sein Schaffen mit einem American Book Award, dem Kuumba Workshop Black Liberation Award und dem Broadside Press Outstanding Poet’s Award ausgezeichnet. Er wurde vom National Endowment for the Arts (1969 und 1982) und dem National Endowment for the Humanities gefördert.

## Diskographie
- Nation: Afrikan Liberation Arts Ensemble Rise Vision Coming, mit Agyei Akoto, Wallace Roney, Rufus Wright, Byron Harrison, Clarence Seay, Reed Tuckson, Aiedo Mamadi, Stephanie Fox (1976)
- Nation: Afrikan Liberation Arts Ensemble Medasi (Thank You), mit Agyei Akoto, Geri Allen, Kehemie, Jeff Cobett, Aledo Mahawi, Clarence Seay, Karma Anabenemi, Afua Akoto (1977)